# Vítězslav Kocourek
Vítězslav Kocourek (3. srpna 1920, Praha – 30. prosince 1995, Praha) byl český spisovatel a překladatel z angličtiny, němčiny, francouzštiny a ruštiny.

## Životopis
Po maturitní zkoušce v roce 1939 začal studovat na Právnické fakultě Univerzity Karlovy. Po uzavření českých vysokých škol vystřídal několik úřednických míst. Během okupace působil v odboji a byl i ve skupině Předvoj. Po válce začal pracovat jako redaktor a při zaměstnání studoval na Filozofické fakultě Univerzity Karlovy, kde promoval v roce 1950. V roce 1948 podepsal prokomunistickou výzvu Kupředu, zpátky ni krok!, jež byla vydána dne 25. února 1948 pro podporu komunistického převratu. Pracoval jako redaktor Rudého práva a od roku 1949 byl ve vedení kulturněpolitického týdeníku Lidová kultura, který byl tištěn pro Jednotná zemědělská družstva k podpoře zájmů „pracujícího lidu“. Po smrti Václava Řezáče byl v roce 1956 dosazen na post šéfredaktora nakladatelství Československý spisovatel a tuto práci dělal až do roku 1959. Poté nastoupil jako šéfredaktor do Divadelního a literárního jednatelství (DILIA), kde setrval až do roku 1964. V letech 1964–1968 byl vedoucím redaktorem a později zástupcem šéfredaktora Státního nakladatelství dětské knihy. Od roku 1968 znovu působil v nakladatelství Československý spisovatel. Jako propagační úředník byl během normalizace propuštěn v roce 1972 z politických důvodů. Až do odchodu do důchodu v roce 1980 pracoval jako korektor tiskárny Mír (zároveň překládal a psal lektorské posudky, anonymně nebo pod jmény jiných autorů).

## Dílo

### Beletrie
Roku 1955 vydal sbírku epigramů Ostré drápky a roku 1961 Sportovní povídky. Další díla: Za pohádkou kolem světa (1957), Se zvířátky kolem světa (1958), Vzpoura na lodi Bounty (1960). Roku 1966 vydal encyklopedii Vesmír, Země, člověk - a my děti. Také roku 1981 pod jménem Jaroslava Huláka převyprávěl Homérovu Odysseiu (1981).
V Literárních novinách  vycházely v roce 1991 na pokračování Kocourkovy vzpomínky Co bylo, bylo.

### Překlady

#### Z angličtiny
- James Fenimore Cooper: Poslední Mohykán.

#### Z francouzštiny
- Alfred Assollant: Hrdinný kapitán Korkorán.
- Alfred Assollant: Hrdý Montluc, pod pseudonymem Jan Šimek.
- Alexandre Dumas starší: Salvator 1,2, pod jménem Miroslava Drápala.

#### Z němčiny
- Karel May: Černý mustang, pod pseudonymem Jiří Bernard.
- Karel May: Duch Llana Estacada, pod pseudonymem Jiří Bernard.
- Karel May: Old Surehand 1,2, pod pseudonymem Václav Hlouček.
- Karel May: Poklad na Stříbrném jezeře, pod jménem Jaroslava Huláka.
- Karel May: Syn lovce medvědů
- Karel May: Vinnetou 1, 2, 3.

#### Z ruštiny
- Nikolaj Zotovič Birjukov: Čajka
- Arkadij Petrovič Gajdar: Timur a jeho parta
- Nikolaj Vasiljevič Gogol: O literatuře